# Blow (canción de Ed Sheeran)
«Blow» es una canción interpretada por el músico británico Ed Sheeran y junto a los cantantes Chris Stapleton y Bruno Mars. Fue lanzada el 5 de julio de 2019 como el quinto sencillo del cuarto álbum de estudio de Sheeran No.6 Collaborations Project. La pista fue escrita por Ed Sheeran, Chris Stapleton, Bruno Mars, Brody Brown, Frank Rogers, JT Cure, Bard McNamee y Gregory McKee.

## Antecedentes y lanzamientos
La colaboración se reveló por primera vez el 18 de junio de 2019. Fue lanzado junto a «Best Part of Me» el 5 de julio de 2019. Se estrenó en la estación de radio australiana KIIS 106.5. «Blow» es una rock y hard rock. De acuerdo con Idolator ' s Mike Nied, la colaboración es 'una sorpresa, ya que en lugar de tratar de combinar los sonidos eclécticos del trío, encuentran un himno del rock-infundido.
La pista fue escrita por Ed Sheeran, Chris Stapleton, Bruno Mars, Brody Brown, Frank Rogers, JT Cure, Bard McNamee y Gregory McKee, mientras que la producción fue llevada a cabo por Bruno Mars, quien también tocó la guitarra y la batería. Por su parte Brown tocó el bajo, Charles Moniz y Joe Rubel, con el asistente de ingeniería Jacob "The Menace" Dennis, diseñaron la canción. La canción fue mezclada por Manny Marroquin en Larrabee Sound Studios, Los Ángeles, con Chris Galland como ingeniero de mezcla asistido por Robin Florent y Scott Desmarais.

## Vídeo musical
Ed Sheeran pospuso la fecha de lanzamiento original del video al 8 de julio de 2019, en lugar del 5 de julio de 2019.  El 6 de julio de 2019, el cantante compartió un adelanto en su cuenta de Instagram. En el vídeo, Sheeran, Mars y Stapleton han sido reemplazados por tres mujeres, Cherish Waters, Cheyenne Haynes y Jordan Kelly DeBarge, respectivamente, en una banda de rock exclusivamente femenina. La banda de chicas interpretó la canción en The Viper Room, un club nocturno en Los Ángeles frente a una multitud de fanáticos del rock.  El video fue dirigido por Bruno Mars.

## Créditos y personal
Créditos adaptados de Genius.
- Ed Sheeran - voz, compositor
- Chris Stapleton - vocalista, compositor
- Bruno Mars - voz, compositor, productor, guitarra, batería
- Brody Brown - compositor, bajo
- Frank Rogers - compositor
- JT Cure - compositor
- Bard McNamee - compositor
- Greg McKee - compositor
- Charles Moniz - ingeniería
- Joe Rubel - ingeniería
- Jacob "The Menace" Dennis - asistencia de ingeniería
- Manny Marroquin - mezcla
- Chris Galland - ingeniería
- Robin Florent - asistencia de ingeniería
- Scott Desmarais - asistencia de ingeniería
- Stuart Hawkes - masterización

## Posicionamiento en listas
| Listas (2019)                             | Mejor posición |
| ----------------------------------------- | -------------- |
| Alemania (Official German Charts)         | 93             |
| Australia Dance (ARIA)                    | 31             |
| Bélgica (Ultratop) Flanders               | 4              |
| Bélgica (Ultratop) Wallonia               | 28             |
| Canadá (Canadian Hot 100)                 | 39             |
| Canadá Canadian Rock                      | 9              |
| Escocia (Official Charts Company)         | 21             |
| Eslovaquia (Singles Digitál Top 100)      | 69             |
| Estados Unidos (Billboard Hot 100)        | 60             |
| Estados Unidos (Hot Rock Songs)           | 3              |
| Nueva Zelanda Hot Singles (RMNZ)          | 3              |
| Países Bajos (Dutch Top 40)               | 11             |
| Países Bajos (Single Top 100)             | 96             |
| República Checa (Singles Digitál Top 100) | 53             |
| Suecia (Sverigetopplistan)                | 9              |

## Historial de lanzamiento
| País           | Fecha              | Formato                      | Discográfica                        | Ref    |
| -------------- | ------------------ | ---------------------------- | ----------------------------------- | ------ |
| Varios         | 5 de julio de 2019 | Descarga digital y Streaming | Atlantic Records UK, Asylum Records | [ 10 ] |
| Estados Unidos | 8 de julio de 2019 | AAA                          | Atlantic Records UK, Asylum Records | [ 31 ] |
| Estados Unidos | 8 de julio de 2019 | Active rock                  | Atlantic Records UK, Asylum Records | [ 31 ] |
| Estados Unidos | 8 de julio de 2019 | Alternative radio            | Atlantic Records UK, Asylum Records | [ 31 ] |
| Estados Unidos | 8 de julio de 2019 | Contemporary hit radio       | Atlantic Records UK, Asylum Records | [ 31 ] |
| Estados Unidos | 8 de julio de 2019 | Hot AC radio                 | Atlantic Records UK, Asylum Records | [ 31 ] |